# پوکا، استونی
پوکا (به لاتین: Puka) یک منطقهٔ مسکونی در استونی است که در دهستان اوتپا واقع شده‌است. پوکا ۵۸۰ نفر جمعیت دارد.

## نگارخانه

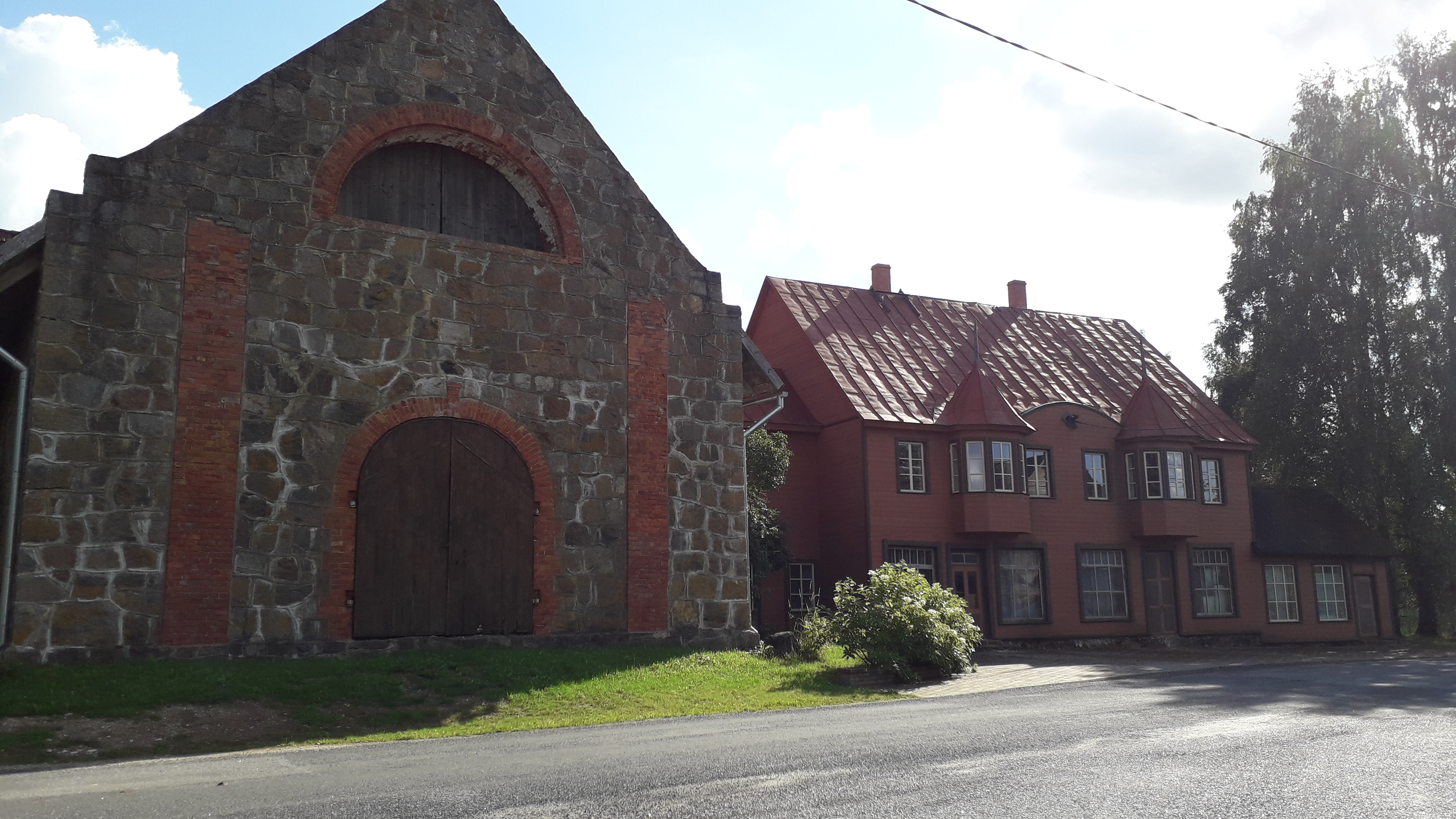
Puka, central part
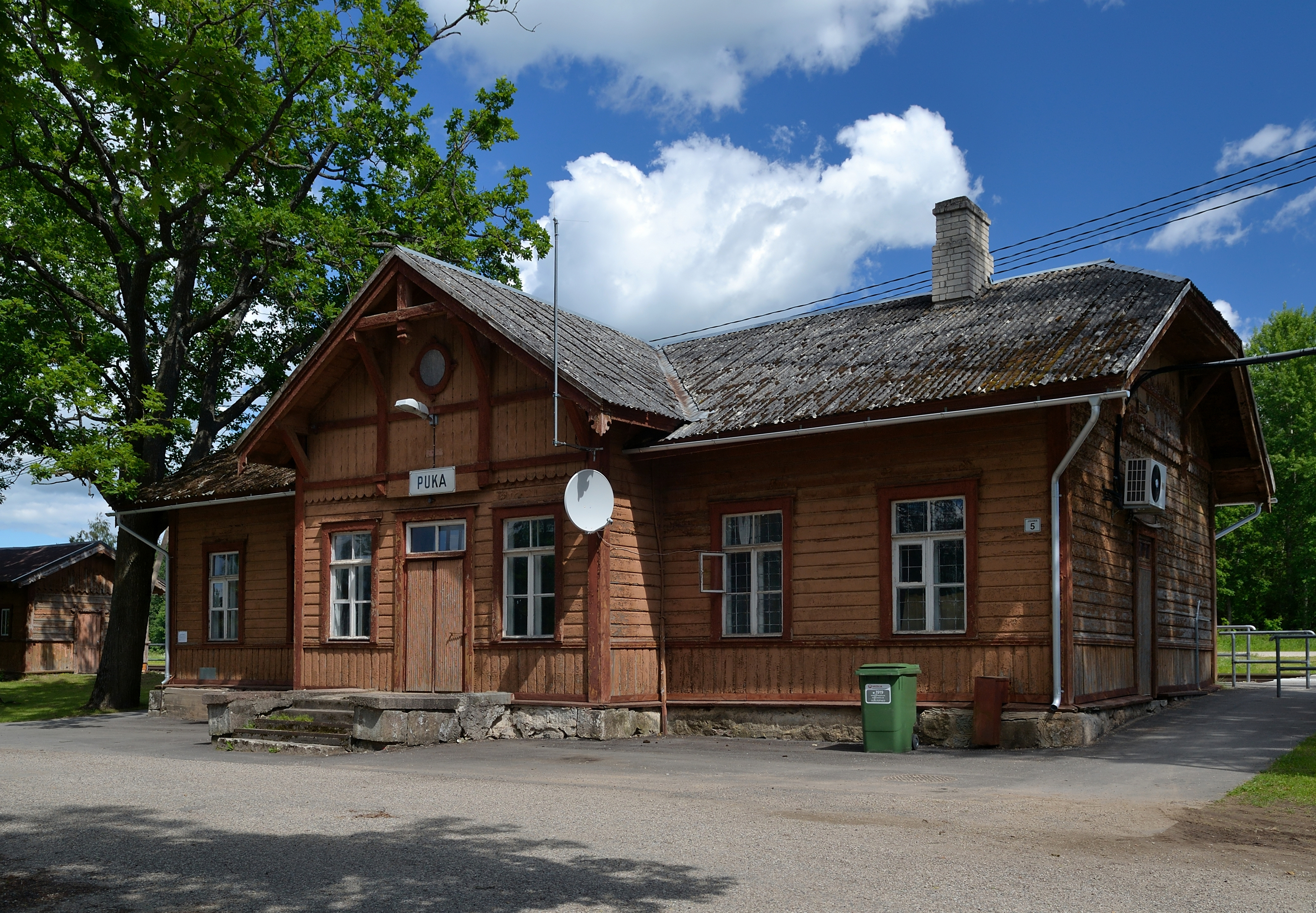
Railway station
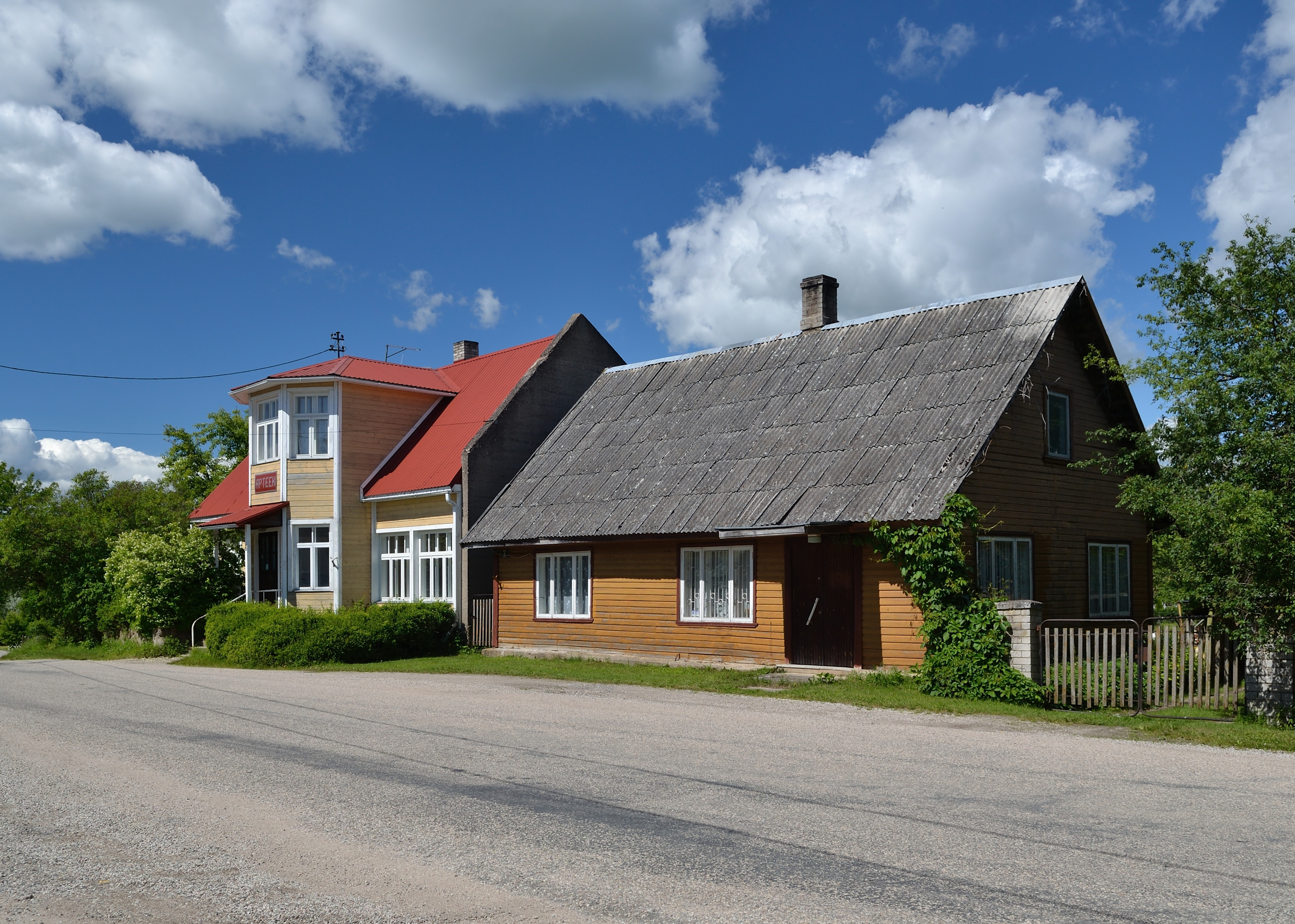
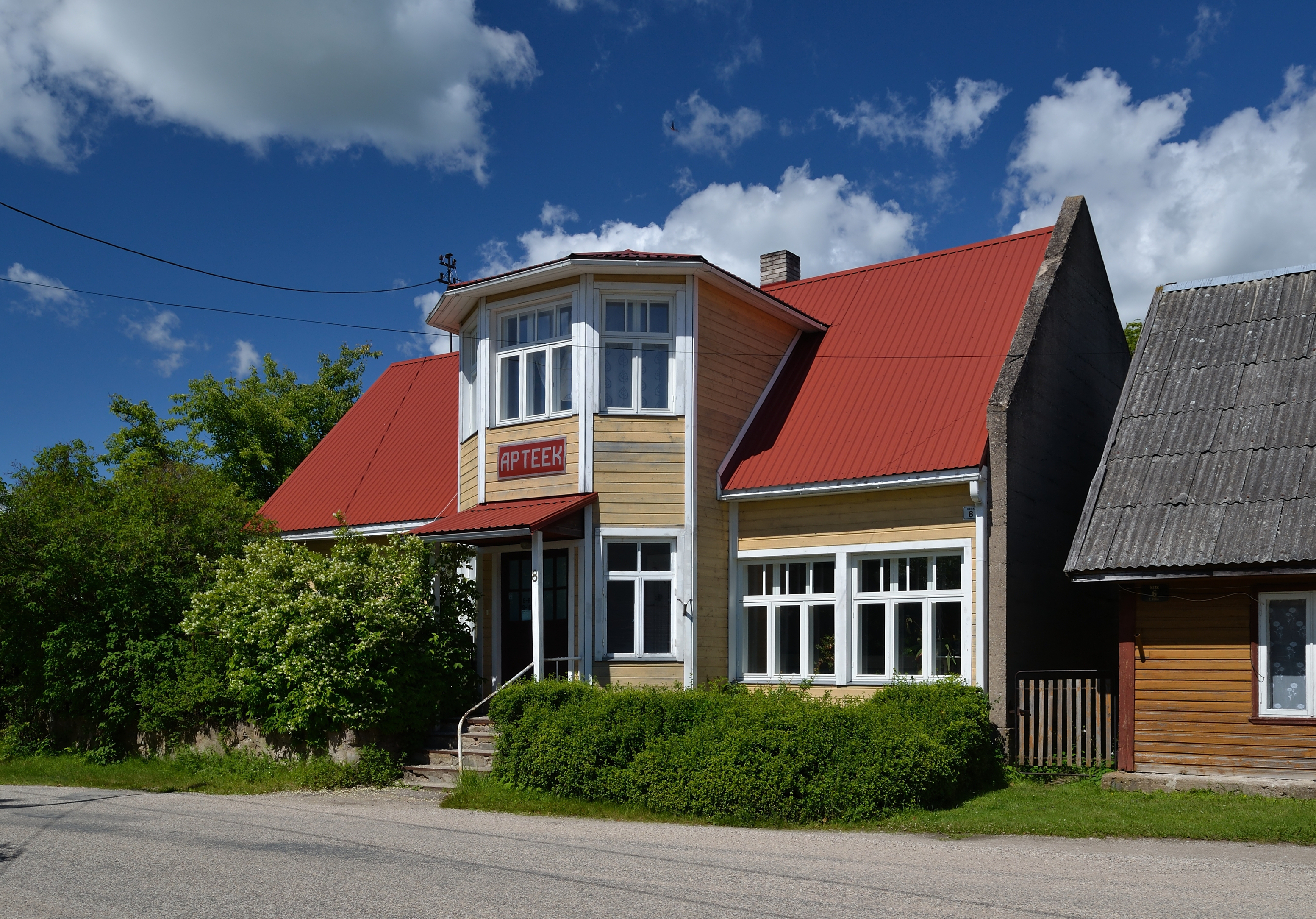
Pharmacy-house in Puka
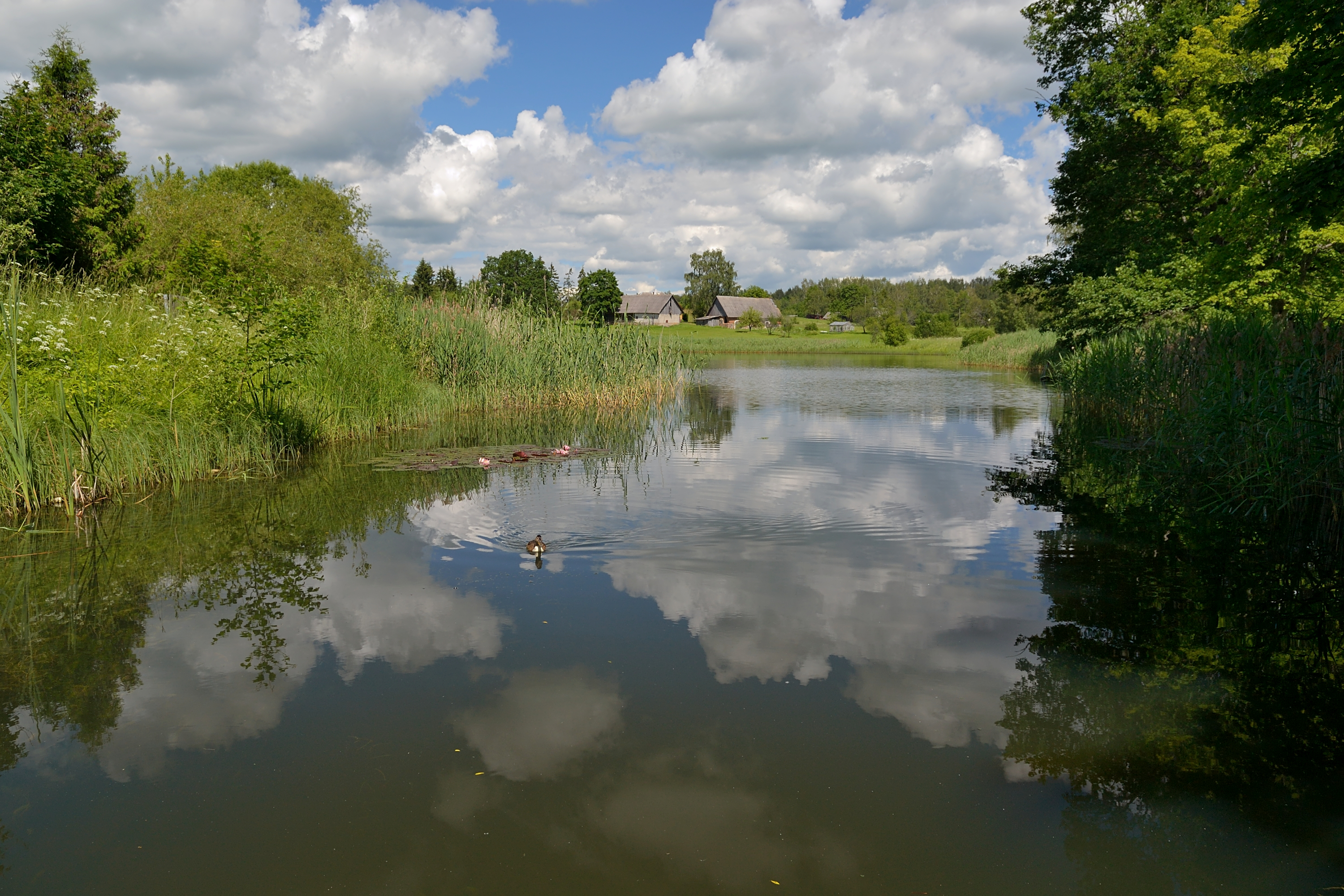
Reservoir